# Горне Дубове
Горне Дубове (словац. Horné Dubové) — село, громада округу Трнава, Трнавський край. Кадастрова площа громади — 7.28 км².
Населення 379 осіб (станом на 31 грудня 2020 року).

## Історія
Горне Дубове згадується 1262 року.

## Географія
Протікає Дубовський потік.

## Населення
| Рік:            | 1994. | 2004.   | 2014.   | 2024.   |
| --------------- | ----- | ------- | ------- | ------- |
| Кількість осіб: | 381   | 366     | 379     | 353     |
| Різниця:        |       | -3,93 % | +3,55 % | -6,86 % |

| Рік:            | 2023. | 2024.   |
| --------------- | ----- | ------- |
| Кількість осіб: | 359   | 353     |
| Різниця:        |       | -1,67 % |